# ناتسوكي هاناي
ناتسوكي هاناي (باليابانية: 花江 夏樹) هو مؤدي أصوات ياباني ولد في 26 يونيو 1991 في محافظة كاناغاوا.

## أدواره في الأنمي

### مسلسلات أنمي تلفزيونية
- تاري تاري - أتسوهيرو مايدا
- أغنية حب طيار - كال-إل آلباس/كارل لا إير
- ناغي-آسو: هدوء في البحر - هيكاري ساكيشيما
- أص الديناري - هارويتشي كوميناتو
- طوكيو غول - كين كانيكي
- طوكيو غول A√ - كين كانيكي
- طوكيو غول:re - هايسي ساساكي، كين كانيكي
- كرايم إدج القاطعة - كيري هايمورا
- فانتازيستا دول - جون فوجيهيسا
- نوراغامي - هاشيموتو
- هاماتورا - شينجي تويوساكي
- ألدنوا زيرو - إيناهو كايزوكا
- السيطرة على العالم: خطة زفيزدا - أسوتا جيمون
- الآلي السليم دايميدالر - شوما أميكو
- سورد آرت أونلاين II - كيوجي شينكاوا
- ماريا العذراء - جيلبير
- كذبتك في أبريل - كوسي أريما
- هيفي أوبجيكت - كوينسر باربوتاج
- شوكوغيكي نو سوما - تاكومي ألديني
- شوكوغيكي نو سوما: الطبق الثاني - تاكومي ألديني
- شوكوغيكي نو سوما: الطبق الثالث - تاكومي ألديني
- شوكوغيكي نو سوما: الطبق الثالث: قطار توتسوكي - تاكومي ألديني
- بطولات أرسلان - إيلام
- بطولات أرسلان: رقصة العاصفة الترابية - إيلام
- غانغستا - نيكولاس براون (أيام الطفولة)
- البدلة المتنقلة جاندام: أيتام الدم الحديدي - بيسكيت غريفون
- أونميوجي نجم التوأم - روكورو إنمادو
- دراغون بول سوبر - جاكو
- متاعب سايكي كوسوؤو - ريتا توريتسوكا
- دايز - شوجي ناروكامي
- إنتقام ماساموني-كن - ماساموني ماكابي
- أوفرلورد - لوكلوثر فولف
- فيت/أبوكريفا - سيغ
- أول آوت!! - سوناو أوساكا
- توكين رانبو: هانامارو: الموسم الثاني - هيغيكيري
- كاتسوغيكي: توكين رانبو - هيغيكيري
- يوغي ARC-V - ديبر أورايون
- سيف قاتل الشياطين - تانجيرو كامادو
- سيف قاتل الشياطين: قطار اللانهاية - تانجيرو كامادو
- سيف قاتل الشياطين: القطاع الترفيهي - تانجيرو كامادو
- هاكاتا تونكوتسو رامنز - شيفا
- جيمرز! - إييتشي ميسومي
- كارد كابتور ساكورا: بطاقات كلير - يونا دي كايتو
- إعادة تجسيدي في هيئة هلام - يوكي
- فيوتشركارد باديفايت إيس - مامورو سيكاي
- إبتسمي على منصة العرض - إيكوتو تسومورا
- شارلوت - مايدوماري
- هجوم العمالقة The Final Season - فالكو غرايس
- الدوق حاصد الأرواح و الخادمة السوداء - الدوق حاصد الأرواح
- بلاتينوم إيند - ريفيل
- سجل فانيتاس - فانيتاس
- الكابادي المشتعلة - مانابو ساكورا
- سمر تايم ريندا - شينبي اجيرو.
- غليبنير (مانغا) - شويتشي كاغايا
- رجل المنشار - بيم

### أنمي الإنترنت
- ضعف حمضية ميليون آرثر - آرثر صاحب السعادة

### أفلام أنمي
- سلسلة أفلام كود غياس: أكيتو المنفي
  - كود غياس: أكيتو المنفي: الفصل الثاني «انقسام التنين» - كوزان مونتبان
- دراغون بول Z: إعادة إحياء "F" - جاكو
- سلسلة أفلام ديجيمون أدفنتشر تراي
  - ديجيمون أدفنتشر تراي الفصل الأول: لم الشمل - تايتشي "تاي" كاميا
  - ديجيمون أدفنتشر تراي الفصل الثاني: الإصرار - تايتشي «تاي» كاميا
  - ديجيمون أدفنتشر تراي الفصل الثالث: الاعتراف - تايتشي «تاي» كاميا
  - ديجيمون أدفنتشر تراي الفصل الرابع: الفقدان - تايتشي «تاي» كاميا
  - ديجيمون أدفنتشر تراي الفصل الخامس: التعايش - تايتشي «تاي» كاميا
  - ديجيمون أدفنتشر تراي الفصل السادس: مستقبلنا - تايتشي «تاي» كاميا
- ديجيمون أدفنتشر: التطور الأخير للروابط - أمجد
- مازنغر زد إنفينيتي - شيرو كابوتو
- لأجل من يتواجد الخيميائي - لوغي
- قاتل الشياطين الفيلم: قطار اللانهاية - تانجيرو كامادو
- قاتل الشياطين: الطريق إلى قرية صانعي السيوف - تانجيرو كامادو

## أدواره في ألعاب الفيديو
- نير: أوتوماتا - 9S
- فاير إمبلم إيكوز: شادوز أوف فالنتيا - آلم
- أرسلان: ذا واريورز أوف ليجند - إيلام
- ديمون سلاير: كيميتسو نو يايبا: ذا هينوكامي كرونيكلز - تانجيرو كامادو

## أدواره في الدبلجة اليابانية
- هانك زيبزر - هانك زيبزر
- ذا كاب هيد شو - كاب هيد

## وصلات خارجية
- ناتسوكي هاناي على موقع IMDb (الإنجليزية)
- ناتسوكي هاناي على موقع ألو سيني (الفرنسية)
- ناتسوكي هاناي على موقع ميوزك برينز (الإنجليزية)
- ناتسوكي هاناي على موقع قاعدة بيانات الفيلم (الإنجليزية)
- ناتسوكي هاناي على موقع كينوبويسك (الروسية)
- ناتسوكي هاناي على موقع ANN person (الإنجليزية)
- صفحة IMDb